# Peloscolex carolinensis
Peloscolex carolinensis är en ringmaskart som beskrevs av Brinkhurst 1965. Peloscolex carolinensis ingår i släktet Peloscolex och familjen glattmaskar. Inga underarter finns listade i Catalogue of Life.